# Mișcarea de eliberare națională a românilor din Basarabia
Mișcarea de eliberare națională a românilor din Basarabia se referă la un amplu proces național și social de emancipare de sub jugul țarist a locuitorilor de etnie română dintre Prut și Nistru.
Procesul de desnaționalizare și de rusificare forțată a Basarabiei promovat de țarism a întâmpinat o rezistență puternică din partea populației locale majoritare. Această mișcare a românilor de peste Prut a avut o particularitate a ei generată de condițiile concret-istorice și mai ales de politica promovată de autoritățile de ocupație ruse în Basarabia.

## Situația țăranilor, poziții ale celor mai avuți
În ciuda faptului că țăranii basarabeni și-au păstrat limba, obiceiurile, și au cultivat legendele; manifestările lor naționale erau destul de reduse ca număr datorită faptului că erau ținuti departe de băncile școlilor, fiind în același timp terorizați de o poliție omniprezentă și de o administrație rapace.
Boierimea locală, care ar fi trebuit să fie pătrunsă de idealurile naționale, era de cele mai multe ori, un aliat prețios al administrației rusești. Descendenți ai unor mari familii de boieri moldoveni au făcut carieră în Imperiul Rus. Unul dintre guvernatorii guberniei centrale Moscova a fost Grigore Cristi, în timp ce un alt moldovean, Leon Casso, profesor la Universitatea din Moscova, a ajuns ministrul  învățământului public în vremea țarului Nicolae al II-lea. Totuși Basarabia rămâne locul de plecare al unor mari personalități care au sprijinit dezvoltarea românismului de pretutindeni. Vasile Stroiescu, este indubitabil, cea mai cunoscută figură. Înainte de izbucnirea primului război mondial, prin intermediul băncii „Albina” a donat românilor suma de aproape 1 milion coroane2.

## Vasile Stroiescu, publicațiaBasarabia, viața studențească, Constantin Stere
Pe cheltuiala sa au fost reparate și construite, sute de biserici în Transilvania. În partea de nord a Moldovei a înființat, pe cheltuiala sa, circa 30 de școli primare, iar în anul 1906, Vasile Stroiescu a oferit 200.000 ruble pentru construirea unei mari catedrale ortodoxe la București. Pentru a ușura situația țăranilor basarabeni și-a arendat acestora moșiile, la prețuri foarte mici. Pentru marile sale merite de sprijinitor al culturii românești, în anul 1910 (mai) a fost ales membru onorific al Academiei Române iar ca semn de prețuire a fost ales ca senator al Transilvaniei în Parlamentul României Mari.
Interesul pentru Basarabia creștea în România, acest fapt este dovedit de faptul că în ciuda vigilenței poliției rusești, o seamă de informații apăreau în paginile ziarelor romanești. Mai mult chiar, în toamna anului 1879 a fost editată la București publicația „Basarabia”. În anul 1890, s-a înființat societatea „Milcov” a românilor din Basarabia, societate condusă de Bogdan Petriceicu Hasdeu, în timp ce Zamfir Arbore era secretar.
Datorită abuzurilor rusești, o serie de basarabeni au trecut clandestin Prutul, căutându-și adăpost în România vremii. Printre ei se număra și cunoscutul Constantin Stere care a fost arestat și deportat în Siberia. După ce și-a ispășit pedeapsa acesta s-a întors în Iași unde a absolvit facultatea de științe juridice. Vigilența autorităților rusești a împiedicat fuga în număr mare peste Prut a românilor basarabeni. Trebuie menționat că în anul 1880, mai multi elevi ai seminarului de la Chișinău au fost atrași de Mișcarea Narodnicilor. La scurt timp s-a organizat o bibliotecă secretă care cuprindea cărți interzise, și anume: istorie, filozofie, literatură, economie, politică, științe naturale, dar și multe reviste. Această bibliotecă minoră era ascunsă în doua lăzi care se găseau într-o sală de clasă. Legătura dintre mișcarea studențească și elevii seminarului era secretă. Ca urmare a grevelor, mitingurilor și a mișcărilor studențești, în august 1884, printr-un ucaz (decret) imperial, a fost anulată autonomia universitară. În scurt timp, aresturile politiei și pușcăriile au devenit neîncăpătoare. S-a recurs la deportări în Siberia3.

## Discriminarea culturală în limba română
Dacă istoria românilor și literatura românească se puteau studia mai ușor la Kiev, Odessa, Moscova, Petersburg, la Chișinău aceste cărți din regat nu puteau ajunge. Pe de alta parte bunăstarea materială a populației rurale a constituit o grijă constantă a autorităților ruse, ca de altfel și starea de înapoiere în care aveau interesul să o mențină.

## Reforma agrară 1861, rusificarea bisericii, emigrarea și imigrarea
Reforma agrară din anul 1861 a fost aplicată într-un spirit mai larg în Basarabia și loturile distribuite țăranilor erau de dimensiuni mai mari. Totodată, aveau grijă să elimine pas cu pas limba moldovenească (română) din școli, dispărută din învățământul primar în anul 1871. Deoarece mulți săteni nu știau rusa, școala le devenise inaccesibilă. Biserica de asemenea a fost rusificată sistematic, lucru care explica succesul unor secte care utilizau în predicile lor limba populară, în Basarabia, regiune totuși legata de ortodoxie. A fost încurajată pe o scară tot mai largă emigrarea elementului moldovenesc, sate întregi, în alte gubernii de Imperiului Țarist. Astfel, un mare număr s-au stabilit în gubernia Herson și în Taurida, și chiar în Caucaz, unde urmașii acestora s-au menținut până în zilele noastre. Alții au fost trimiși dincolo de Don sau chiar în Siberia. Pe de alta parte pătrunderea elementelor alogene în Basarabia, s-a făcut mai intens în zonele de nord și în sud, în districte precum: Hotin, Cetatea Albă, (Akkerman). Devenise un obicei să fie înscriși ca ruși sau ucrainieni toți cei care înțelegeau rusa sau ucraineana, indiferent dacă vorbeau româna la ei acasă.

## Politica demografică discriminatorie, mișcarea studențească  din Dorpat
De asemenea s-a încercat minimalizarea numărului populației moldovenești de către diferitele statistici din Basarabia de-a lungul secolului XIX. Astfel, în anul 1856, în Basarabia se înregistrau 990.274 locuitori, dintre care 74% erau moldoveni pentru ca în 1897, populația să se dubleze ajungând la 1.935.412 locuitori după cifrele adunate de Durnovo, dar moldovenii nu mai numărau decât 56%.
În anul 1912, cu ocazia centenarului anexării Basarabiei, numărul total al populației era de 2.496,054 locuitori dar nu mai era menționat numărul moldovenilor, care nici nu mai apăreau în 1910, după spusele lui Casso. În Anuarul statistic al Imperiului Țarist, evaluări oficiale îi reduceau acum la 48%. Importantă a fost de asemenea mișcarea studenților din Universitatea din Dorpat condusă de Gheorghe Chicu, Ion Pelivan, Vasile Ouatul și Alexandru Griscov. Membrii acestei organizații se angajau să lupte împotriva țarismului până la instaurarea unui regim ale cărui baze politice, sociale și economice să fie echilibrate. Totodată, se angajau să susțină propaganda pentru redeșteptarea conștiinței naționale a românilor din Basarabia. În locuința lui Ion Pelivan își aveau sediul de altfel „pământenia” basarabeană6. În același loc era adăpostită și biblioteca organizației, cărțile care o compuneau erau procurate grație legăturilor strânse pe care le dețineau unii membri ai organizației cu România. La Dorpat, tinerii basarabeni se familiarizau cu istoria românilor, citindu-i pe Tocilescu, Xenopol, Iorga.

## Presă română în Basarabia
În urma legăturilor stabilite de Gheorghe Chicu, în scurta vizita făcută în România, studenții moldoveni au început să primească ziarele: ”Adevărul”, ”Universul”, ”Apărarea Națională”, revistele „Albina” și „Semănătorul”. În cursul anului școlar 1900-1901 au izbucnit importante mișcări studențești; Universitatea din Dorpot fiind închisă într-o noapte de la începutul primăverii anului 1902, poliția rusă a arestat tot Comitetul Central. În aceeași seară aproape toți membrii organizației au fost arestați.

## Procesul studenților de la Dorpat
Poliția rusă a confiscat cărțile, revistele și o mare parte din hărțile găsite. Fiind acuzați de delict împotriva statului rus, s-a cerut condamnarea studenților moldoveni la muncă silnică între 3 și 12 ani, însă Curtea de Apel din Petersburg, a considerat dovezile neconcludente și i-a achitat  pe majoritatea membrilor, doar trei studenți: Vasile Ouatul, Ion Pelivan, Alexandru Griscov, au fost condamnați la deportare. Restul basarabenilor au fost eliberați după 5 luni de închisoare și au fost trimiși în gubernia natală sub supravegherea poliției7. Aici la Dorpat, pe băncile Universității și în arestul politiei s-a format o parte din generația oamenilor politici ai Unirii din 1918.

## Structură etnică, evrei, strămutări impuse, coloniști
Populația rusească din Basarabia era concentrată mai ales în centrele urbane și era formată în cea mai mare parte din funcționari și ofițeri. Din punct de vedere al ponderii în cadrul populației urbane un rol mult mai important îl joacă coloniștii evrei. În ciuda faptului că erau prigoniți de autoritățile rusești și suspectați de populația rurală, în primul rând datorită activităților cu care se îndeletniceau, evreii au reușit să concentreze în mâinile lor cea mai mare parte din industria și comerțul basarabean. Dacă în Chișinău numărul evreilor era egal cu cel al românilor basarabeni, în alte centre urbane precum Bălți, Bender, Hotin, Soroca unde evreii devin majoritari.
În timp ce alții erau aduși din restul Imperiului pentru a coloniza Basarabia, autoritățile rusești organizau strămutarea românilor basarabeni în Siberia, Caucaz, Turkestan. Această acțiune declanșată cu scopul de a modifica raportul dintre etniile ce conviețuiau în Basarabia s-a soldat în primul rând, cu un șir lung de morminte de-a lungul stepelor rusești. Politica de rusificare a basarabenilor nu a avut succes, acest lucru a fost scos în evidență de funcționarii, ofițerii și scriitorii ruși ajunși pe meleagurile basarabene.

## A. Nesterovchi despre Basarabia
Astfel, în notele de călătorie publicate în anul 1910 la Varșovia, scriitorul A. Nesterovschi atrăgea atenția că „elementul activ este cel românesc”. Populația română exercitând o influență enormă a grupurilor slave, a reușit să le românizeze. De asemenea, N. Butovici, într-o carte apărută în 1916 la Kiev, arată că deși a trecut mai mult de 100 ani de la anexare, în Basarabia „nu domnește limba rusă ci cea moldovenească care are o putere de atracție deosebită pentru toate celelalte naționalității din gubernie, care chiar în familiile lor își părăsesc frumoasa limbă maternă rusă, și vorbesc limba moldovenească, transformându-se complet în moldoveni”.

## Basarabia și revoluția rusă din1905
Odată cu izbucnirea primei revoluții în Rusia, mișcarea națională a românilor din Basarabia a cunoscut primele ei succese importante. Greve și manifestații de stradă au avut loc și în Chișinău. Zamfir C. Arbore, împreună cu Petru Cazacu, au tipărit la Geneva în anul 1905, periodicul „Basarabia” în limba latină, pe hârtie subțire, format mic, tocmai pentru a putea fi răspândit prin corespondență. Mai târziu, P.Cazacu avea să declare că fondurile necesare pentru punerea în funcțiune a acestei întreprinderi au fost oferite de Banca Națională. Au apărut în total șase numere ale acestui periodic. Publicația a fost expediată pe adresa redacțiilor unor ziare, ce apăreau la București, care la rândul lor, reluau unele știri din „Basarabia”. Pe frontispiciul primului număr stă scris: ”Prin luptă vei dobândi dreptate”, moldovenii sunt îndemnați să se trezească din amorțeala în care se găsesc căci „sună ora deșteptării” tuturor naționalităților oprimate din Rusia. Este deplâns pierderea autonomiei Basarabiei iar ocupanții ruși sunt acuzați că și-au „bătut joc de tot ce e român”. Moldoveanului îi este atrasă atenția să nu se lase „amăgit de minciunile oamenilor poliției și guvernului rusesc precum că alte popoare sunt de vină” pentru starea în care se găsesc. În numărul șase al publicației „Basarabia”, Z.C. Arbore și P. Cazacu schițează câteva puncte programatice ușor de atins, iar în articolul „Câteva puncte din programul nostru” se prevedea unirea Basarabiei cu România. În ultimul număr 6 al publicației se insista asupra obținerii autonomiei administrative, a introducerii limbii române în: justiție, învățământ, biserică și administrație. Erau și revendicări cu caracter social. Toate acestea aveau în vedere bunăstarea țăranului român. În această direcție, pe ultima pagină a numărului 6 fusese publicată poezia lui George Coșbuc: ”Noi vrem pământ”. De abia în 1906 a fost autorizat primul ziar „în moldovenește” dar imprimat cu niște caractere rusești, apărut în Basarabia10.
Nicolae Iorga vizitând aceasta provincie pierdută, a avut impresia că se întoarce în timp cu câteva secole în urmă deoarece în Basarabia comunicațiile erau puține, orașele erau pline de ghetouri, satele erau izolate, retrase în tradițiile lor seculare, în plan religios existau tensiuni care alternau cu crize de antisemitism.
Tratamentul care i se aplicase la Congresul de la Berlin și ostilitatea constantă care îi era destinată din partea politicii ruse, obligă România să caute un sprijin în singurul grup de puteri care îi oferea o garanție împotriva expansiunii ruse de care se temea. Acest grup de puteri era grupat în ceea ce s-a numit ”Tripla Alianță”. Tripla Alianță la care din anul 1883, a participat și România a durat peste trei decenii dar în condițiile izbucnirii primului război mondial numai doi dintre parteneri au mers împreună11.
Destinul se joacă uneori să dezmintă strălucit raționamente dintre cele mai solide; în 1916 România declara război Austro-Ungariei, după ce i se recunoscuseră printr-un tratat semnat de reprezentanții Rusiei, Franței, Angliei și Italiei, revendicările sale naționale în Bucovina, Transilvania și în Banat. Despre Basarabia care aparținea unui stat aliat nu putea fi vorba și totuși prin întoarcerea acestei provincii, doi ani mai târziu, unitatea României devenea o realizare12. Trezirea unei conștiințe naționale la românii din Basarabia și dorința lor de a se uni cu România au fost rezultatele războiului și al revoltei rusești. Soldatul moldovean făcuse deja destule campanii pentru țară: în Crimeea, în Balcani, în Moldova, în Manciuria.
Astfel ,tineretul basarabean se grupase în jurul avocatului N. Gavrilita și hotărâse să editeze „Basarabia”, prima gazetă româneasca, național-democratică iar mai apoi național-poporană între Prut și Nistru. Grija redacției o avea tânărul Pantelimon Halippa, iar după arestarea sa, M. Vântu. Gazeta apărea de două ori pe săptămână. Primul număr a apărut în ziua de 24 mai 1906.
Conservatorii conduși de Pavel Dicescul s-au hotărât să scoată și ei o gazetă românească, pe care au intitulat-o „Moldoveanul” și au pus-o sub conducerea lui Gheorghe V. Madan. Ziarul „Moldoveanul” cerea ca în școli să se învețe și românește, „fiindcă limba strămoșească este pentru un neam ceea ce este pentru un om ''tata și maică sa”.
Cu toate acestea, „Moldoveanul” propovăduia o politică de conciliere apropiindu-se foarte mult de vederile susținute de presa rusă din Basarabia. O luptă aprigă de idei s-a încins între „Basarabia” și „Moldoveanul”, care, deși pe drumuri diferite, ambele tindeau spre un ideal comun: deșteptarea neamului moldovenesc din Basarabia la o nouă viață politică, națională și culturală.
În jurul publicației intitulata „Basarabia” se găseau grupați cei mai mulți intelectuali basarabeni care se ridicaseră în cea mai mare parte din rândurile răzeșimii, ale clerului și târgoveților și care la izbucnirea revoluției s-au grăbit să se întoarcă acasă de prin centrele rusești unde trăiau ca profesori, avocați, clerici, studenți.
Aceștia susțineau că drepturile politice, naționale și sociale trebuie să se câștige prin stăruință, muncă și luptă îndârjită și nu prin cerșeală. Tot ce avea Basarabia tânără mai isteț, mai îndrăzneț, se găsea în jurul noii gazete românești. Între colaboratorii ei găsim pe: Ioan Pelivan, Ion Gândul, Pantelimon Halippa, Nicolae Popovschi, pe frații Ion și Teodor Inculeț, Vasile Hartia, Vasile Oatu, M.Vantu, Alexei Mateevici, Sergiu Cujbă care făceau legătura cu românii din Regat „Nu vă pot spune - zice Ion C. Inculeț într-o cuvântare în Cameră - câtă bucurie, câtă satisfacție aveam noi, colaboratorii acestui ziar, când vedeam la iarmaroace grupuri de țărani care ședeau pe jos pe iarbă și ascultau cum unul din ei, mai cărturar, le citea „Basarabia”15. Dar încă de la prima apariție „ Basarabia” a intrat în conflict cu autoritățile rusești. Poliția rusă a confiscat mai multe numere, uneori chiar din sediul redacției.
Învățătorilor le sunt interzise abonamente la această publicație, în timp ce foarte multe exemplare sunt distruse de poștă16. Membrii redacției și mulț i colaboratori sunt urmăriți de poliție. Directorul E. Gavriliță, este dat în judecată pentru articolul scris de Pan Halippa „Liga țăranilor și stăpânirea” și este condamnat la o lună la ostrov și este amendat cu suma de 100 ruble.
În cele din urma, Pan Halippa este arestat la Moscova în timp ce se afla la un Congres unde participa ca delegat al țărănimii din Basarabia. P. Cusevan antiromân, a atacat în gazetele rusești de mai multe ori publicația „Basarabia”. Datorită presiunilor exercitate de autoritățile ruse asupra redacției  „Basarabia”,  autoritățile i-au obligat pe conducătorii acesteia să renunțe. Astfel în luna martie 1907 apărea la Chișinău, ultimul număr (78) al „Basarabiei” care avea pe prima pagină imprimatâ în întregime poezia „Deșteaptă-te române.”
În primăvara anului 1913 a fost reînnodat firul rupt al presei românești din Basarabia, atunci când Grigore Constantinescu a editat „Glasul Basarabiei „iar la inițiativa neobositului Pan Halippa și a lui N. Alexandri apărea  „Cuvânt Moldovenesc”. Cu ocazia tristei comemorări din anul 1912 a celor 100 de ani de la anexarea forțată și nedreaptă a Basarabiei în anul 1912 de către Imperiul Țarist, Nicolae Iorga a tipărit la Vălenii de Munte, o carte despre trecutul Basarabiei. Lui Ion Pelivan, marele savant, i-a dăruit mai multe zeci de exemplare, pe care acesta le-a împărțit prietenilor săi. O serie de volume au fost trimise studenților moldoveni de la Petersburg, Odessa, Dorpat și Kiev, unde încă din anul 1908, Ștefan Ciobanu înființase o societate culturală românească intitulată „Deșteptarea”. Totodata la Iași, prin grija unor dascăli universitari, a apărut, într-un singur număr, foaia intitulată „Basarabia”.
Articolele intitulate sugestiv „Răpirea Basarabiei” sau „Basarabia noastră”, erau semnate de profesori precum: A.D. Xenopol, Petre Rascanu,  A.I. Cuza. Asasinarea la 28 iunie 1914 a prințului moștenitor al Austro-Ungariei și a soției sale a constituit pretextul declanșării primului război mondial, după ce mai dinainte din veacul trecut, Europa se împărțise în două blocuri militare:Tripla Alianță și Tripla Înțelegere. La 28 iulie 1914, exact la o lună de la atentatul de la Sarajevo, Austro-Ungaria declara război Serbiei. În doar câteva zile conflictul s-a extins la scara întregii lumi.
Teritoriile locuite în marea lor majoritate de populație românească se găseau incorporate în Imperiu ce aparțineau blocurilor politico-militare în conflict.Transilvania, Banatul și Bucovina se aflau printre provinciile Austro-Ungariei, în timp ce Rusia stăpânea ținutul cuprins între Nistru și Prut. De aici și dilema în care se afla I.C. Brătianu, primul ministrul al României din acel timp. Atunci orice politică bazată pe sentiment și nu pe rațiune era total exclusă. Iată ce notă mai târziu în memoriile sale I.G. Duca în acea vreme tânăr ministru în guvernul liberal: ”Dacă Brătianu ar fi avut convingerea că războiul mondial se va sfârși cu victoria germană, ar fi legat soarta noastră de a Puterilor Centrale. El nu concepea să sacrifice România pe altarul nimănui, nici să-și distrugă neamul de dragul unor formule frumoase. Pentru Brătianu, România trecea întâi, Aliații veneau abia pe urmă.
Ministrul de externe rus Serghei Sazonov, la sfârșitul lunii septembrie 1914 împreună cu ambasadorul roman Diamandi au elaborat proiectul unei înțelegeri ruso-romane prin care Rusia se angaja „să recunoască dreptul României de a anexa provinciile Austro-Ungariei a căror populație este romanească”. Garantând o neutralitate binevoitoare față de Rusia, guvernul de la București urma să acționeze la momentul oportun. La rândul său, Ion I.C. Brătianu a cerut introducerea unor precizări în textul înțelegerii și anume: 
1. Garantarea graniței României de la data respectivă;
2. Frontiera în Bucovina să fie fixată pe râul Prut, astfel încât Cernăuții și zona înconjurătoare să revină României;
3. Înțelegerea să rămână secretă. La începutul lunii octombrie, printr-un schimb de note între părți, s-a încheiat acest acord.

În primăvara anului 1915 s-au reluat tratativele diplomatice dintre guvernul României și Antanta. Ion I.C. Brătianu cerea recunoașterea viitoarei granițe pe Prut în Bucovina, precum și alipirea Transilvaniei și a întregului Banat până la Tisa, la România vremii, solicitări pe care ministrul de externe rus Sozonov refuză să le accepte. La rândul sau, Ionel Brătianu a refuzat categoric să-și modifice punctul de vedere. Primul ministru român, pentru a elimina orice fel de suspiciune l-a informat pe ambasadorul rus, că țară sa, la două luni după ce va semna tratatul de alianță, va intra în război împotriva Austro-Ungariei.
Relațiile dintre Viena și Berlin pe de o parte, și cu guvernul de la București pe de altă parte, cunosc o răcire tot mai accentuată care atinge punctul critic în toamnă anului 1915, când o parte din trupele românești au fost masate la graniță cu Transilvania și s-a lucrat intens la fortificarea celor mai importante puncte strategice de pe linia Carpaților. Zamfir C. Arbore dat fiind situația, a reușit să scrie cele mai emoționante pagini în cărțulia sa intitulată „Libertatea Basarabiei”. Era un strigăt de durere și disperare ”Voi nu aveți dreptul de a nu ne asculta''. Datori sunteți să ne ascultați. Nu este și nu poate fi român acela care cu inima ușoară jertfește ființa românească a peste două milioane de români subjugați”18.
În anul 1915 a fost înființata „Liga basarabeana” ai cărei principali exponenți erau: C. Stere, Z. Arbore, dr. P. Cazacu. Scopul declarat al ligii era acela de a informa opinia publică românească despre situația moldovenilor dintre Prut și Nistru. Unul dintre cele mai emoționante discursuri rostite în Parlament a aparținut basarabeanului Constantin Stere, mesajul acestuia era cât se poate de zguduitor: ”nimeni nu are dreptul de a dispune de suflete românești”, nimeni nu are voie să renunțe „la mormintele strămoșești care zac peste Prut”. Constantin Stere afirma în cunoștință de cauză că Rusia era măcinată de prea multe crize și era prea slabă pentru a ieși victorioasă din această încleștare. România trebuia să declare război Rusiei și să elibereze Basarabia.
În ciuda atitudinii energice a lui C. Stere, tinerii basarabeni trăind într-un mediu ideologic și cultural rusesc au fost contaminați într-o mare măsură de ideile narodnicismului, anarheismului - concepții care puneau accentul mai mult pe lupta socială și mai putin pe cea națională. Românii din Basarabia nu au reușit decât sporadic să atragă atenția opiniei publice din regat, asupra lor, și a luptei sociale și naționale pe care o duceau, asupra pericolului rusificării lor. În schimb, acest lucru le-a reușit pe deplin ardelenilor19. În mintea unora a funcționat și un alt criteriu în alegerea făcută. Era vorba de argumentul economic, astfel G. Diamandi își întreba retoric colegii parlamentari cu ocazia discuțiilor din Cameră, la mesajul Tronului, „câți români sunt peste Carpați?, Ce suprafață are Transilvania ?, Ce suprafață are Basarabia ?20.
Pe de alta parte, Alexandru Marghiloman consemna în ale sale Note politice, reacția unui lider conservator: ”Ar fi o crimă de neam. Nu sacrific 3-4.000.000 de români pentru 6-7.000.000 din Basarabia21. Deci Transilvania, Banatul și Bucovina aveau un teritoriu mai mare, populație româneasca mai mare și implicit o forță economică superioară Basarabiei. Confruntarea mondială părea o ocazie unică, nu trebuia ratată și cu toate că era un stat mic, România era dispusă să riște.
În condițiile declanșării ofensivei ruse condusă de generalul Brusilov în Polonia, contextul militar era favorabil acțiunii românești în condițiile în care puterile Antantei au acceptat solicitările românești și s-a căzut de acord asupra formei tratatului de alianță, Ion I.C. Bratianu a semnat actul de la 17 august 1916. Prin acest document României i s-a garantat dreptul de a-și alipi teritoriile locuite de o populație majoritară românească din Austro-Ungaria. Iată cum descria I.G. Duca starea de spirit a lui Ionel Brătianu din momentul semnării convenției de alianța:
„Am renunțat la Basarabia, am comis o adevărata nelegiuire”. O clipă nu a trecut prin mintea nici unuia dintre noi că de-acum încolo lăsăm elementul românesc de peste Prut pradă rușilor. Singura noastră vină, dacă vină poate să fie, a fost că nu am îndrăznit să nădăjduim că din războiul mondial va ieși și lichidarea Rusiei țariste, așa precum siguri eram de lichidarea Austro-Ungariei. Nu ne îndoiam că ceasul Basarabiei va suna, cum sunase ceasul Ardealului și al Bucovinei22. În seara zilei de 27 august 1916, ministrul roman la Viena a înaintat Ministerului Afacerilor Externe al Austro-Ungariei nota care conținea declarația de război a României. Tot atunci, trupele românești au trecut Carpații și au început lupta pentru eliberarea Ardealului. În această situație, la 30 august și 1 septembrie, Germania și mai apoi Bulgaria și Imperiul Otoman au declarat război României. După o serie de victorii ale armatei române pe frontul din Transilvania au urmat dezastrele din Dobrogea de la începutul lunii septembrie. Trupele rusești însărcinate cu apărarea frontului de sud, pe lângă faptul că erau prost echipate, aveau un număr redus și o combativitate scăzută. La sfârșitul toamnei 1916, armatele Puterilor Centrale ocupaseră: Olimpia, Muntenia și Dobrogea. În aceasta situație, Casa Regală, guvernul și parlamentul României s-au retras în Moldova. Izbucnirea revoluției din Rusia în februarie 1917 a deschis perspectiva eliberării Basarabiei de sub dominația rusă și unirea ei cu patria mamă, România.
Slăbirea puterii centrale a Imperiului Țarist, dezordinea și haosul au creat condiții favorabile chiar dacă inițial au existat unele confuzii. După instaurarea guvernului provizoriu de la Petrograd s-a manifestat o oarecare reținere, prudentă dar și o îndreptățită speranță, așa cum rezulta din ziarul „Cuvânt moldovenesc”: Fie ca soarele ce răsare asupra împărăției, să ne dea o rază mântuitoare de lumină și de slobozenie și nouă moldovenilor care am fost robi nevinovați mai bine de o suta de ani23.
Pe măsura ce evenimentele înaintau, arăta Ștefan Ciobanu, „Mișcarea națională din Basarabia, apare ca o frământare adâncă a întregului popor, ca o suflare formidabilă a maselor mari, ca o acțiune colectivă a poporului24. Către sfârșitul lunii martie a luat ființa la Chișinău o societate națională, care a stat la baza constituirii Partidului National Moldovenesc. Constituirea Partidului a fost hotărâtă în urma mai multor consfătuiri ale intelectualilor din Chișinău, la redacția ziarului ”Cuvânt moldovenesc”.
El s-a numit Partidul National Moldovenesc, iar ca președinte a fost ales marele patriot Vasile Stroiescu, un om cu multă influență în rândurile tuturor românilor basarabeni25. În numărul doi al ziarului „Cuvânt moldovenesc” a fost publicat un apel al ofițerilor și studenților aflați la Odessa către confrații lor din țară, prin care îi cheamă să se unească cu toții și să dobândească drepturile lor firești referitoare la: pământ, școală, biserică și judecată în limba moldovenească26.
De asemenea, „în zilele următoare s-au tipărit foi volante cu programul Partidului National Moldovenesc, iar pe 9 aprilie 1917 a fost publicat integral și în ziarul „Cuvânt moldovenesc”. În linii mari programul P.N. Moldovenesc se referea la dobândirea drepturilor naționale și cetățenești pentru locuitorii Basarabiei prin intermediul acțiunii Partidului National Moldovenesc; la libertatea cuvântului, a tiparului, a adunărilor, a credinței și pentru alegerea modului de conducere a țării de către reprezentanții politici ai basarabenilor; la lupta P.N. Moldovenesc  pentru dobândirea celei mai largi autonomii administrative judecătorești, bisericești școlare și economice a Basarabiei.
Conform programului acestui Partid National Moldovenesc, toate legile care priveau viața internă a Basarabiei trebuiau să fie întocmite de către Sfatul Țării; în parlamentul Rusiei, Basarabia să fie reprezentată prin trimișii ei; în administrație și justiție să lucreze doar funcționarii de origine basarabeană, iar limba rusă să fie folosită numai pentru legăturile cu stăpânirea rusă; de asemenea în școlile de toate treptele, limba de predare să fie limba națională a poporului; biserica trebuia să-și aibă autonomia ei, să alcătuiască o mitropolie, cu arhiereu moldovean în frunte, preoții să fie crescuți în limba moldovenească și toate slujbele bisericești să se facă în această limbă; moldovenii să nu mai fie duși la oaste în afara Basarabiei ci să se pregătească pe loc în limba moldovenească; să fie oprite colonizările de străini în Basarabia și să se distribuie loturi de pământ țăranilor plugari care nu aveau deloc sau dețineau pământ insuficient.
Tot acum s-au intreprins și unele acțiuni de organizare a românilor basarabeni aflați în diferite centre din Rusia. Astfel, la Odessa, studenții basarabeni au întocmit un manifest intitulat „Către cetățenii pământeni” pe care l-au răspândit în rândurile militarilor români basarabeni frați, în număr mare în garnizoana Odessa27.
Pe de alta parte la Kiev, studenții moldoveni și-au elaborat un „program care cuprindea ca punct de plecare Unirea Basarabiei cu toate provinciile românești”28. La 18 aprilie 1917, în Odessa s-a organizat un mare miting al ostașilor români basarabeni din garnizoană, la care au participat aproape 10.000 de oameni.
Acest miting a fost condus de căpitanul Emanuel Catelli, Pantelimon Halippa, voluntarul Păscăluță și Ion Pelivan, reprezentant al cercului moldovean din Bolgrad. Printre hotărârile luate la acest miting, la loc de frunte a stat dorința românilor de a trăi slobozi în țara lor,  iar Basarabia să fie cârmuită ca o țară liberă și nu ca una supusă. Basarabia, spre binele noroadelor care trăiesc în ea, va trebui să se ocârmuiască prin aleșii ei, care vor tocmi Sfatul Țării29.
Prin programul adoptat la Odessa, printre probleme importante se situa cea a creării Sfatului Țării ca organ ales, aceasta devenind un obiectiv central al luptei naționale a românilor. Acțiunea a fost aprobată la insistențele comitetelor militare române de la Odessa. Astfel de comitete au mai fost înființate la Iași, Roman, Sevastopol, Ecaterinoslav, Novo Gheorghievsk. Pe teritoriul Basarabiei, activitatea de înființare a unor comitete militare ale românilor și a cohortelor era foarte mult îngreunată și, uneori obstrucționată de către numeroasele „comitete revoluționare” ale militarilor ruși. Dar pe măsura angajării în lupta națională și a altor categorii sociale: preoții, învățătorii, țăranii etc., activitatea comitetelor ostășești s-a amplificat și încă din aprilie 1917, capitala Basarabiei a devenit centrul principal al organizării și conducerii întregii activități naționale a românilor basarabeni.
La Chișinău exista un „comitet executiv al soldaților și muncitorilor” alcătuit în majoritate din ruși, care se opuneau cu îndârjire la toate revendicările românilor, mai ales dacă acestea erau de esență națională. Acest „Comitet” se afla instalat în „Palatul Libertății” (fostul palat al guvernatorului rus), și a devenit, treptat, cel mai dificil adversar al luptei naționale a românilor din Basarabia. Opoziția acestuia a fost învinsă pe măsură ce Partidul National Moldovenesc a cucerit noi adepți și împreună cu comitetul militarilor, au creat și dezvoltat în toată Basarabia, cohorte moldovenești.
Pe acest fond s-a format Partidul Progresist în frunte cu căpitanul Emanuel Catelli și sublocotenentul Nicolae Ciornei. Programul acestui partid era aproape identic cu cel al Partidului National Moldovenesc. În zilele de 6 și 7 aprilie 1917, au avut loc lucrările congresului Uniunii Cooperativelor din Basarabia, care a preluat programul P.N. Moldovenesc. Rezoluția adoptată la acest congres se referea la necesitatea de a alege un corp legislativ, pe care-l numea Divan al Țării și tot prin acest congres se cerea crearea unei armate naționale teritoriale care să apere Basarabia.
La 11 aprilie 1917, la Bolgrad a avut loc o mare adunare a românilor care au adoptat o hotărâre asemănătoare cu programul Partidului National Moldovenesc. Lucrările acestei adunări au fost conduse de Ion Pelivan iar în încheiere au fost aleși reprezentanții pentru comitetul central moldovenesc de la Chișinău (protoiereul Ioan Andronic, profesorul Ștefan Ciobanu F.H. Munjin, C.C. Grigorescu și subofițerul D.C. Lungu) 30.
Dacă la 18 aprilie 1917, a avut loc adunarea preoților basarabeni la Chișinău, Comitetul provizoriu al P.N. Moldovenesc a adresat un apel care sublinia rolul preoțimii românești din Basarabia în organizarea și conducerea luptei naționale a românilor de aici și că întreaga activitatea trebuia să fie coordonată de către P.N. Moldovenesc, care trebuia să adune la un loc toată suflarea moldovenească din Basarabia.
Problema învățământului, a școlii și a scrierii cu grafie latină a constituit una din problemele deosebit de acute ale românilor din Basarabia. Petre Gore este cel care a pus această problemă în discuție în cadrul zemstvei guberniale, acesta reușind să convoace un congres al învățătorilor din toată Basarabia și să formeze un comitet pentru școlile romanești. Congresul a avut loc la 10 aprilie 1917, la acesta participând și Pantelimon Halippa și Teodor Herta. Pantelimon Halippa declara cu această ocazie, „că țara aceasta este sătulă să hrănească diferiți venetici, arhierei, directori de învățământ și învățători ruși”. Datorită obstrucționării lucrărilor congresului învățământului din 10 aprilie 1917, de către învățătorii ruși, în data de 28 mai 1917 s-au deschis din nou lucrările congresului învățământului din Basarabia, unde au participat doar învățătorii români reprezentați de 350 de delegați. Au fost reluate probleme legate de învățământ iar în cadrul acestui congres au luat cuvântul și reprezentanți ai militarilor basarabeni din armatele a VII-a , a XI-a, a IX-a rusă dar și reprezentanți ai flotei ruse. La 14 mai 1917, la Odessa, s-a construit „Comitetul executiv moldovenesc”, reprezentând ofițerii și soldații români din Odessa, Kerson, Nicolaev și din alte garnizoane31. Acest comitet s-a declarat pentru apărarea intereselor naționale, menținerea disciplinei, autonomiei, păstrarea libertăților, constituirea de companii moldovenești.
Între 21-23 mai 1917 s-a desfășurat la Chișinău un congres al țărănimii organizat de guvernul rus. Prin reprezentanții săi trimiși din Petrograd, guvernul rus a reușit să obțină majoritatea ne-română a participanților, cu toate că populația rurală majoritară era românească. Evident scopul rușilor consta în adoptarea hotărârilor dorite de Petrograd. Referitor la acest aspect, ziarul „Cuvânt moldovenesc” consemna: „Noi moldovenii, care suntem în număr de doua milioane în Basarabia, am avut la acel congres mai putini delegați decât rușii, bulgarii și nemții care luați  la un loc, de abia ajung la o jumătate de milion”32.  Guvernul rus urmărea să obțină de la acest congres o pronunțare „oficială” împotriva autonomiei Basarabiei, cu care apoi să contracareze orice manifestare națională a românilor de aici. În momentul în care lucrările congresului au ajuns la problema alegerii președintelui, au apărut tensiunii între cei 200 de delegați români și reprezentanții rușilor. Românii au părăsit sala congresului și nu s-au întors decât în momentul în care reprezentanții guvernului de la Petrograd au promis ferm că vor fi de acord cu autonomia Basarabiei. Dar când s-a votat această problemă, rușii au recunoscut numai autonomia politică, nu și pe cea teritorială.
La 14 mai 1917, adunarea deputaților soldați și ofițeri din garnizoanele Odessa, Cherson si Nicolaev, ținută la Odessa în casa Comitetului împlinitor al Partidului național moldovenesc de pe  Ulița Bazarnaia nr. 37, înființează un comitet anume pentru: 
1. apărarea intereselor naționale;
2. pentru așezarea rânduielilor noastre;
3. pentru întărirea slobozeniei câștigate și
4. pentru organizarea (unirea) soldaților de pe front și de la spatele armatei.

Aceeași adunare alcătuiește la 19 mai, un comitet de 12 persoane, care își pune ca țel întocmirea de ‹roti› (companii) naționale moldovenești”33.
Mai târziu, în septembrie 1917, comitetul central al ofițerilor și soldaților moldoveni a hotărât să editeze o gazetă intitulată „Soldatul român” și a încredințat redactarea gazetei lui Iorgu Tudor. După ce s-a proclamat autonomia Basarabiei în cadrul Congresului Ostășesc întrunit în zilele de 23-27 octombrie 1917 la Chișinău, lucrările Sfatului Țării s-au deschis în ziua de 21 noiembrie 1917 cu mare solemnitate. Sfatul Țării era constituit din reprezentanții legitimi ai tuturor naționalităților, confesiunilor , județelor, orașelor, corporațiilor muncitorești și asociațiilor  profesionale și culturale.
Președinte al Sfatului Țării a fost ales tânărul deputat basarabean Ion Inculeț, unul dintre fruntașii tinerei democrații basarabene de sub conducerea neuitatului Gavriliță34. În jurul lui Ion Inculeț, care până atunci activase în funcția de conferențiar universitar la Universitatea din Petrograd, se adunase întreaga grupare democratica de la publicația „Basarabia” și îndeosebi: Ion Pelivan, Pantelimon Halippa, Pan Erhan, D. Ciugureanu, Ștefan Ciobanu și alții mai tineri, ca: Vasile Barca, Gheorghe Pantea, Aurel Crihan ș.a.
La 15 decembrie 1917, Sfatul Țării a proclamat oficial Republica Democratică Moldovenească. Președinte a fost ales Ion Inculeț iar puterea executivă s-a atribuit unui Sfat (Consiliu) al Directorilor avându-l în frunte pe Pan Erhan. Acesta a fost repede recunoscut de guvernul de la Petrograd. Misiunea acestui Consiliu era deosebit de grea, căci Basarabia, ca de altfel și Rusia, se confrunta cu tulburări violente, cu dezordine35. Soldații părăseau unitățile, se grupau în cete, alungau ofițerii, tulburau localitățile și drumurile. Dezertorii prădau, distrugeau, amenințau, comiteau crime. Victime ale acestor fărădelegi au căzut și doi fruntași ai luptei naționale basarabene: avocatul Simion Murafa și inginerul Hodorogea. Asasinarea acestora a impresionat adânc pe toți românii.
Aceste acte abominabile s-au produs mai ales în nord, la Hotin dar și în sud, în localități precum: Ismail, Bolgrad, Cetatea Albă, Tighina. La rândul lor, soldații ruși de pe frontul românesc, divizați din punct de vedere politic, au trecut la dezarmarea și arestarea ofițerilor, la organizarea unor manifestații, la atacarea depozitelor de alimente, au deschis porțile închisorii din Iași36. La 20 decembrie 1917, a avut loc o consfătuire între Regele Ferdinand I al României și Ionel Brătianu, consfătuire în urma căreia s-au stabilit măsuri de apărare a populației prin trecerea imediată la dezarmarea trupelor ruse care recurgeau la devastări.
Datorită deteriorării situației, la 22 decembrie 1917, Consiliul de Miniștri al României a hotărât ca armata română să înceapă curățirea teritoriului național de trupele rusești. Acest act legitim a fost interpretat de guvernul de la Petrograd ca fiind ostil statului rus. Ca reacție la hotărârea Consiliului de Ministri, la 13 ianuarie 1918, ministrul Constantin Diamandi, împreună cu personalul ambasadei române din Petrograd au fost arestați. Din fericire pentru ei un secretar al Legației Române (Ambasadei Române) a reușit sa scape și să alerteze ambasada Franței, iar aceasta a anunțat celelalte ambasade. Mai multi diplomați s-au adunat la sediul ambasadei S.U.A. unde fără a mai aștepta instrucțiuni de la guvernele lor, au semnat o notă prin care își exprimau solidaritatea cu ministrul României și solicitau punerea lui imediat în libertate, iar în caz contrar toți vor parași Petrogradul în semn de protest.
La 14 ianuarie 1918, membrii corpului diplomatic s-au prezentat în bloc la V.I. Lenin care le-a explicat că o divizie rusească a fost înconjurata de trupe române, că ofițeri austrieci (oaspeți ai rușilor) au fost făcuți prizonieri, iar soldații ruși au fost dezarmați. Diplomații nu au putut să accepte o asemenea explicație, iar Lenin le-a comunicat că guvernul sovietic se va întruni imediat pentru a decide. În ziua de 15 ianuarie 1918, ambasadorul Franței l-a vizitat pe Diamandi la fortăreața „Petru și Pavel”, unde se afla în celula cu un deținut de drept comun. În aceeași zi, ministrul și ceilalți diplomați români au fost eliberați.
La 16 ianuarie 1918, guvernul sovietic a trimis guvernului român o notă semnata de V.I. Lenin, prin care afirma că autoritățile române au săvârșit acte dușmănoase la adresa soldaților ruși și prin urmare solicită eliberarea soldaților și ofițerilor ruși arestați și pedepsirea autorităților militare care au decis aceste arestări. Refuzul de a răspunde la cererea rușilor în 24 de ore va fi considerat ruptură de relații. Partea sovietică încheia această notă prin următoarea formulă:”vom lua în asemenea caz măsurile militare cele mai energice”37.
În acel timp în Basarabia evenimentele se precipitau vertiginos; se cereau soluții grabnice, tocmai de aceea s-a format „un bloc moldovenesc” care a pregătit unirea Basarabiei cu România. Cu toate acestea dezordinea, jafurile, conflictele sporeau tot mai amenințător. Pe teritoriul dintre Prut și Nistru s-au creat din civili eterocliți și soldați, forțe militare bolșevice, conduse de Kotovski, Levinson, Popa și Pespa. Aceste organizații paramilitare au prins câțiva deputați din Sfatul Țării, iar multi deputați au fost amenințați cu moartea și din această cauză au părăsit Chișinăul. Batalionul de militari transilvăneni care se îndrepta spre Iași, fiind chemat de guvernul român, a fost atacat de forțele bolșevice care au împiedicat batalionul de militari ardeleni să-și continue drumul, mulți soldați ardeleni fiind dezarmați și batjocoriți.  Fără apărare Basarabia cădea pradă anarhiei38. În acest context cei mai activi membri ai Sfatului Țării, formând „blocul moldovenesc”, au trimis o delegație la Iași, ca să ceară ajutorul armatei române, pentru restabilirea ordinii și apărarea vieții cetățenilor.
Guvernul român a decis să trimită peste Prut două divizii de infanterie și două de cavalerie. În manifestul semnat de generalul Prezan, șeful Marelui Cartier General se arată că armata română a fost chemată prin comandamentul militar rus, ca să restabilească ordinea grav tulburată de elementele bolșevice care împingeau țara spre război. Totodată trebuia să asigure transportul hranei pentru trupele ruse aflate încă pe teritoriul românesc și de asemenea populația română din Basarabia trebuia apărată.
Populația civilă a primit cu bucurie armata română condusă de generalul Ernest Broșteanu. Interesantă este în acest context, declarația unui profesor universitar rus și anume:
„nu avem ce căuta aici în pământul Basarabiei. Pământul Basarabiei nu este pământ rusesc, este pământ moldovenesc din moși-strămoși. Noi avem pământ destul în Rusia. Nu avem brate destule să-l lucrăm. Nu ne trebuie pământ străin. Să ne ducem la noi acasă și să lăsam pe moldoveni să-și stăpânească în pace pământul lor strămoșesc”.
Divizia XI-a care înainta spre Chișinău, a fost întâmpinată de o delegație a Sfatului Țării, în frunte cu Ion Pelivan și Ion Inculeț, care au mulțumit călduros ostașilor români pentru ajutorul dat. La 27 ianuarie 1918, generalul Broșteanu și statul major al divizei au intrat în Chișinău. În această situație unitățile bolșevice s-au retras la Tighina, pe Nistru, fără a opune rezistență. În sudul Basarabiei, Divizia a XII-a a trecut Prutul, de la Oancea la Cahul, pacificând regiunea grav tulburată de elemente răzvrătite, haotice pe care armata rusă de pe Dunăre nu le mai putea ține sub control. Flota rusă din Ismail s-a predat românilor, fără a opune vreo rezistență. Pe o vreme grea de iarnă, soldații din Divizia XII-a au câștigat lupta de la Vâlcov și au  dezarmat grupurile de răzvrătiți și de turbulenți din sudul Basarabiei. La 8 martie 1918, trupele române intrau în Cetatea Albă, cetate importantă din punct de vedere strategic și economic în vremea lui Ștefan cel Mare (1457-1504).
Pe fondul destrămării Imperiului Țarist, raporturile româno-ruse au devenit tot mai încordate, astfel puterea sovietică instalată la Kiev în Ucraina, sub numele de RUMCEROD, a trecut la închiderea Consulatului Român și expulzarea personalului său, sechestrarea bunurilor publice  românești și de asemenea arestarea refugiaților români în Odessa. RUMCEROD-ul a trimis în februarie 1918, un ultimatum guvernului român, prin care se cerea retragerea trupelor române care au ocupat teritoriul Republicii Federative Ruse (la 5 februarie 1918, Romania mai primise un ultimatum din partea Puterilor Centrale).
În cazul în care România nu răspundea afirmativ la ultimatumul  primit din partea RUMCEROD, armata rusă  trecea la declanșarea unei acțiuni militare viguroase împotriva României. Paradoxal, la acea dată pe teritoriul Basarabiei nu exista vreun militar român. Totuși la data de 8 martie 1918 conflictul cu RUMCEROD-ul era închis datorită aplanării lui în urma relațiilor dintre reprezentanții săi și ai guvernului român dar și din cauza faptului că sediul RUMCEROD-ului fusese mutat spontan din Odessa datorita înaintării rapide a trupelor germane și alb-gardiste în acea zonă.
La 24 ianuarie 1918, Sfatul Țării a votat independența Basarabiei, președinte al Republicii a fost ales din nou Ion Inculeț, secretar al Sfatului Țării a fost desemnat Ion Buzdugan, iar șef al guvernului doctor Daniel Ciugureanu. Dar în contextul international și local din acea vreme independența unei țări așa de mici precum Basarabia nu putea fi asigurată, soluția salvatoare constând în unirea Basarabiei cu România.
La 26 februarie 1918, o delegație basarabeană alcătuită din Ion Inculeț și Daniel Ciugureanu, adică președintele și prim ministrul Republicii Moldova, a venit la Iași pentru a mulțumi guvernului român pentru sprijinul acordat în restabilirea ordinii și  pentru a discuta problema unirii. Generalul Alexandru Averescu în calitate de președinte al Consiliului de Miniștri, a sfătuit delegația basarabeană să mai aștepte până la încheierea păcii cu Germania și Austro-Ungaria. Desemnat pentru a duce tratativele de pace cu reprezentanții Puterilor Centrale din partea României a fost generalul Alexandru Averescu care nu a acceptat sub nici o forma condițiile grele puse de germani și austro-ungari.
Pentru continuarea tratativelor a fost chemat la guvern Alexandru Marghiloman cunoscut pentru orientarea lui politică filogermană. În aceste condiții pacea s-a încheiat la Buftea la data de 5/18 martie 1918 în condiții foarte grele pentru România. Conducătorii austro-ungaro-germani dând dovadă de o mentalitate abuzivă de cuceritori, împărțeau țara și bogățiile ei după voia lor. Dincolo de Prut, conducerea județelor Soroca și Bălti cereau Unirea Basarabiei cu Romania în condițiile în care guvernul din Kiev reluase problema incorporării Basarabiei la Ucraina.
Basarabenii nu aveau decât o singura cale de urmat, aceea a Unirii cu România. Astfel, la 2/25 martie 1918, o delegație a Basarabiei alcătuită din: Inculeț, Halippa, Ciugureanu s-a prezentat din nou la Iași cu propunerea de Unire, dar punea 2 condiții:
- sa fie întrebați și reprezentanții puterilor din armată;
- actul Unirii să nu fie semnat de un guvern conservator.

Pentru urgentarea Unirii a venit la Chișinău și cunoscutul om de cultură Constantin Stere, originar din Soroca, vechi luptător pentru Unirea Basarabiei cu România. Acesta a fost cooptat ca deputat în Sfatul Țării. Consultând în problema Unirii reprezentanții Marilor Puteri, s-au constatat următoarele poziții și anume: ministrul Italiei a dat un răspuns evaziv; ministrul Angliei a declarat că nu se  opune Unirii Basarabiei cu România; reprezentantul S.U.A. a recomandat să se facă Unirea, iar ministrul Franței, Saint-Aulaire, a recomandat lui Ion Inculeț: „Faceți Unirea cât mai repede. Nimeni nu se va găsi printre aliați, care să nu sprijine acest început al înfăptuirii României Mari”. Nu se putea un răspuns mai favorabil și mai dătător de speranțe.
La 27 martie / 9 aprilie 1918, Sfatul Țării din Republica Democratică Moldovenească a votat istorica declarație de Unire:
„În numele poporului Basarabiei, Sfatul Țării declară: Republica Democratică Moldovenească (Basarabia), în hotarele ei dintre Prut și Nistru, Dunăre, Marea Neagră și vechile granițe cu Austria, ruptă de Rusia acum o sută și mai bine de ani din timpul vechii Moldove, în puterea dreptului de neam, pe baza principiului că noroadele singure să-și hotărască soarta lor, de azi înainte și pentru totdeauna se unește cu România”39.
Pentru Unire au votat 86 deputați, 3 au fost contra, iar 36 s-au abținut (adică deputații ucraineni, evrei, bulgari și germani). Prin decretul regal din 9/22 aprilie 1918 se confirma hotărârea de Unire a României cu Basarabia. Ion Inculeț și Daniel Ciugureanu intrau în guvernul țării ca miniștrii fără portofoliu. Primul pas în domeniul reformelor stabilizatoare a fost etatizarea pădurilor și a subsolului, precum și votarea reformei agrare, prin care pământul era distribuit țăranilor.
Unirea Basarabiei cu România a dat naștere unui reviriment moral pentru românii de pretutindeni. Lupta de eliberare și Unire a Transilvaniei și Bucovinei s-a intensificat la maximum. Eșuarea ofensivei conduse de generalul german Ludendorff și succesul contraofensivei aliate condusa de generalul Foch a determinat capitularea Germaniei și semnarea armistițiului de la Compiegne la 11 noiembrie 1918. Pe de altă parte, Austro-Ungaria înfrântă pe frontul din Italia s-a dezmembrat iar națiunile subjugate de acum de fostul imperiu au trecut la formarea statelor naționale. Locuitorii Bucovinei au ales Congresul general care, la 15/28 noiembrie 1918, a hotărât în unanimitate unirea cu România.